# Frederick Merriman
Frederick Harris Merriman (18. maj 1873 – 27. juni 1940) var en britisk tovtrækker, som deltog i OL 1908 i London.
Merriman blev olympisk mester i tovtrækning under OL 1908 i London. Han var med på det britiske hold City of London Police som vandt konkurrencen.